# Bleckenstedt
Salzgitter-Bleckenstedt ist einer der insgesamt 31 Stadtteile der kreisfreien Stadt Salzgitter in Niedersachsen, gelegen in der Ortschaft Ost.
Geprägt ist der Stadtteil Bleckenstedt, wie fast alle Salzgitteraner Stadtteile, von der Landwirtschaft.
Der Stadtteil gehört zu den sogenannten „Kanaldörfern“, da er unmittelbar am Stichkanal des Mittellandkanales liegt.

## Geschichte

### Ortsname und Gründungszeit
Bleckenstedt wurde erstmals 1235 unter dem Namen Blikemstide erwähnt. Weitere frühe Nennungen des Ortes sind Blikkenstede (1252), Blekenstede (1312) und Blekenstidde (1378 und 1424). Die heutige Schreibweise Bleckenstedt findet man erstmals 1630. Das Bestimmungswort des Ortsnamens wird mehrheitlich auf den Personennamen Blecko oder Bliko zurückgeführt. Das Grundwort des Ortsnamens -stedt bedeutet im germanischen Sprachraum „Stätte“ oder „Ort“ und war in Ostfalen lange in Gebrauch. Zur Gründung der „-stedt“ Orte wird allgemein angenommen, dass diese aus der vorfränkischen Periode (vor 772), d. h. aus die Zeit des sächsischen Landausbaus stammen.

### Schlacht bei Bleckenstedt
Die Schlacht bei Bleckenstedt fand am 13. Februar 1493 im Rahmen der Auseinandersetzungen zwischen dem Herzog Heinrich dem Älteren (1463–1514) und der Stadt Braunschweig statt. Der Streit rührte daher, dass sich bei Amtsantritt des Herzogs die Stadt Braunschweig geweigert hatte, dem neuen Herzog zu huldigen, wenn dieser nicht zuvor die Privilegien der Stadt bestätigen würde. Braunschweig war damals eine mächtige Stadt mit etwa 20.000 Bewohnern, war im Besitz des Münzrechtes und die Herzöge hatten ihr viele der umliegenden Burgen verpfändet, so z. B. die Burg Vechelde und die Asseburg.
Da die Stadt Braunschweig den herzoglichen Forderungen nicht nachkam, zog der Herzog ab August 1492 gegen die Stadt Braunschweig und ihre Landgüter vor. Als erstes zerstörten die herzoglichen Truppen den Schöppenstedter Turm, den Raffturm und das Dorf Rüningen. Auch die zur Stadt gehörenden Burgen Asseburg, Vechelde, Neubrück und Campen sowie weitere Ortschaften um die Stadt Braunschweig wurden gestürmt und teilweise niedergebrannt. Um die Versorgung der Stadt zu gewährleisten, stellten die Landbewohner daraufhin einen großen Wagenzug zusammen, der unter dem Schutz von Truppen in die belagerte Stadt gelangen sollte. Zu ihrem Heer gehörten 500 Reiter, 1800 Fußknechte und etwa 3500 verbündete Hildesheimer und Braunschweiger Bürger. Der Herzog erhielt von dem Zug Kenntnis und zog über 1400 Reiter, 1200 Fußknechte und etwa 10.000 Bauern und Bürger zusammen, die dem Versorgungszug den Weg versperren sollte. Zu ihrer Verteidigung bildeten die Braunschweiger daraufhin bei Bleckenstedt eine große Wagenburg. Gleich zu Beginn der Schlacht liefen die meisten der vom Herzog hinzugezogenen Bürger und Bauern davon und am Ende des Tages mussten sich die Truppen des Herzogs geschlagen zurückziehen.
Auch nach dieser Schlacht waren die Feindseligkeiten nicht beendet, erst am 4. Juni 1494 wurde der Frieden geschlossen. In dem Vertrag behielt die Stadt Braunschweig weiterhin ihre Selbstständigkeit, musste aber die Burgen Neubrück und Campen an den Herzog abtreten.

### Neuzeit
Mit der Einführung der Schulpflicht im Herzogtum Braunschweig-Lüneburg im Jahr 1647 begann auch die Geschichte der Schule in Bleckenstedt. Die erste Schule in Bleckenstedt befand sich in der rechten Hälfte eines Fachwerkhauses. Im Jahr 1845 wurde ein benachbartes Grundstück aufgekauft und ein Lehrerhaus darauf gebaut. 50 Jahre später wurde ein Anbau an das Lehrerhaus gebaut und diente fortan als Klassenzimmer. Die Schule diente bis Ostern 1960 als Volksschule, wurde jedoch dann zur Grundschule umgewandelt, bis sie letztendlich am 1. August 1972 trotz Widerstand der Eltern geschlossen wurde.
Das 2012 eröffnete Dorfcafé entstand in einem Bauernhaus aus dem Jahr 1792.

### Ab 1900
Bleckenstedt gehörte bis zum 31. März 1942 zum Landkreis Wolfenbüttel und wurde durch einen Verwaltungsakt am 1. April 1942 ein Teil der Großstadt Watenstedt-Salzgitter. Am 23. Januar 1951 wurde diese amtlich in Salzgitter umbenannt. Bleckenstedt ist durch den als Atommüll-Endlager vorgesehen Schacht Konrad bekannt geworden. In den frühen 1980er Jahren fanden hier regelmäßig große Demonstrationen gegen die Anlage statt.

### Bevölkerungsentwicklung
In einer Kopfsteuerbeschreibung des Fürstentums Braunschweig-Wolfenbüttel von 1678 werden 155 Einwohner aufgeführt. In dieser sind mit Ausnahme der Geistlichkeit und des Militärs alle über 12 Jahre alten Personen aufgeführt.
| Jahr | Einwohner |
| ---- | --------- |
| 1821 | 405       |
| 1848 | 469       |
| 1871 | 474       |
| 1900 | 518       |
| 1910 | 463       |
| 1925 | 483       |
| 1933 | 461       |
| 1939 | 1074      |
| 1946 | 899       |

| Jahr | Einwohner |
| ---- | --------- |
| 1950 | 946       |
| 1960 | 746       |
| 1970 | 743       |
| 1980 | 627       |
| 1990 | 582       |
| 2000 | 644       |
| 2006 | 690       |
| 2010 | 659       |
| 2012 | 689       |

| Jahr | Einwohner |
| ---- | --------- |
| 2014 | 648       |
| 2016 | 656       |
| 2018 | 624       |
| 2019 | 615       |
| 2020 | 602       |
| 2021 | 590       |
| 2022 | 619       |
| 2023 | 605       |
| 2024 | 622       |

## Kirche

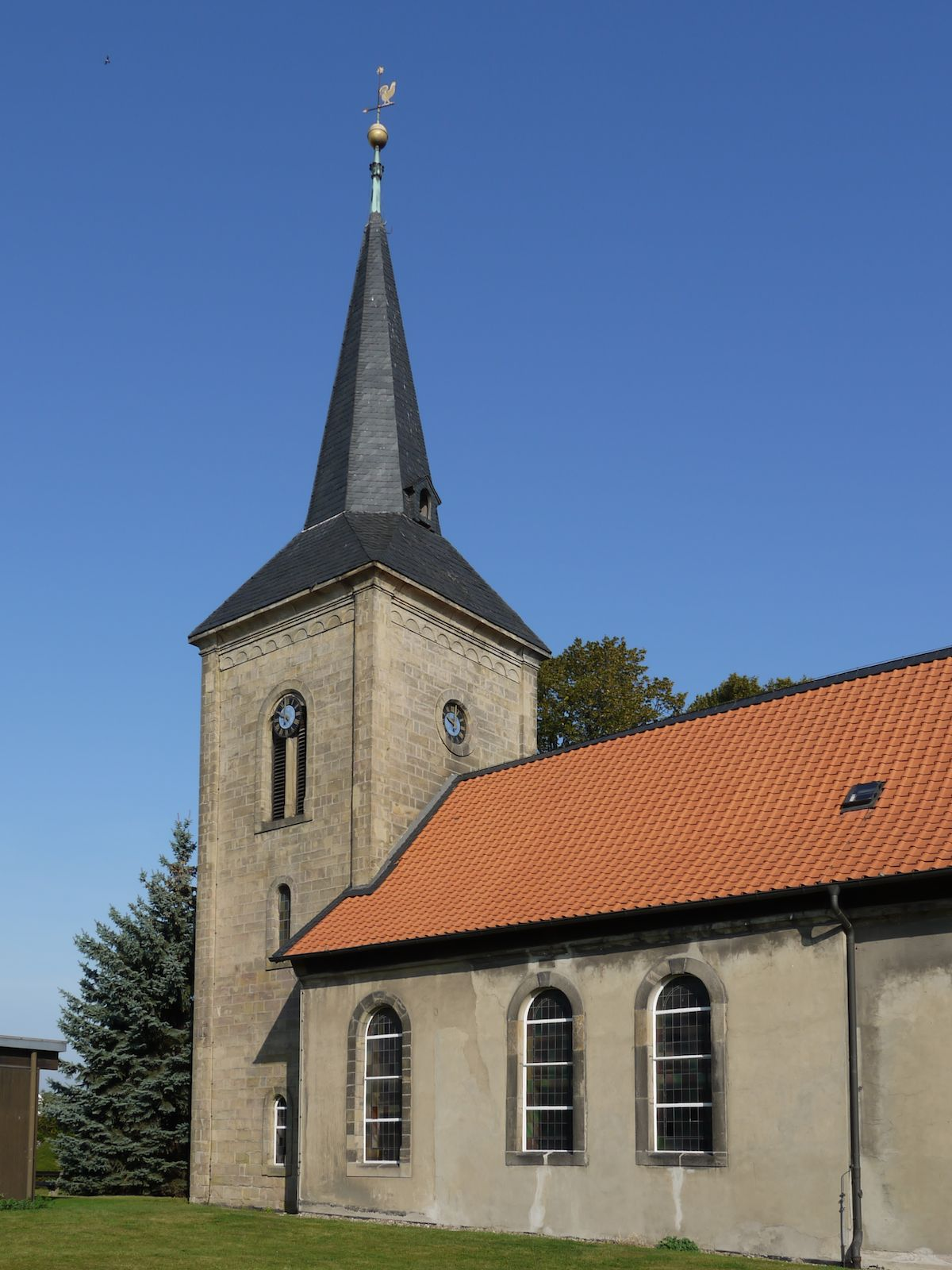
Christuskirche von Bleckenstedt

Die Christuskirche von Bleckenstedt wurde 1235 erstmals erwähnt, das genaue Alter des Kirchengebäudes ist unbekannt. Die barocke Altarwand der Kirche wurde 1748 errichtet. Die älteste Kirchenglocke trägt die Jahreszahl 1574 und stammt aus dem holländischen Kloster St. Peter in Gent. Die Glocke war von Herzog Julius gekauft worden, der sie ursprünglich zusammen mit drei weiteren Glocken für seine Wolfenbütteler Kirchen vorgesehen hatte. Als die Pläne des Herzogs zum Ausbau seiner Stadt scheiterten, wurden die Glocken an verschiedene Gemeinden seines Herzogtums weitergegeben. Im Zweiten Weltkrieg sollte die Glocke eingeschmolzen werden, wurde aber nach Kriegsende auf dem Glockenfriedhof in Hamburg unbeschädigt wiedergefunden. Ende 2012 wurde ein etwa 20 cm langer Riss in der Glocke entdeckt, der im Februar 2014 repariert wurde. Die Kirchengemeinde gehört zur Propstei Lebenstedt und bildet zusammen mit den umliegenden Gemeinden den Pfarrverband „Salzgitters Norden“.

## Politik

### Wappen
Beschreibung: Das Wappen enthält im blauen Schild einen goldenen Sparren zwischen drei goldenen Sternen.
Das Ortswappen bildet das Wappen der vom 12. bis zum 14. Jahrhundert auftretenden Herren von Bleckenstedt (damals Blikenstede) nach. Bei dem Sparren handelt es sich um die heraldische Stilisierung eines Daches, mit der auf das Grundwort stedt des Ortsnamens verwiesen wird, das für Stätte oder auch Heim steht. Die drei Sterne erinnern daran, dass das Dorf zwischen 1521 und 1603 dreimal schwer verwüstet wurde und jedes Mal neu aufgebaut wurde. Die braunschweigischen Landesfarben Blau-Gelb erinnern an die jahrhundertelange Zugehörigkeit Bleckenstedts zum Herzogtum und Land Braunschweig.
Das Wappen wurde von einer Bürgerversammlung am 26. Februar 2008 als Ortswappen von Salzgitter-Bleckenstedt angenommen.

## Persönlichkeiten
- Walter Franke (1926 in Bleckenstedt bis 2015), war ein Jurist, Bremer Politiker (SPD) und Bürgermeister in Bremen (1975–1979).